# حورة (السبرة)

تعديل مصدري - تعديل

حورة محلة تابعة لقرية نجد المحطة، التابعة لعزلة المساعدة بمديرية السبرة إحدى مديريات محافظة إب في الجمهورية اليمنية.، بلغ تعداد سكانها 54 حسب تعداد اليمن لعام 2004.